# Принс-Вільям (округ, Вірджинія)
Шаблон:StateAbbr_ 38°42′ пн. ш. 77°29′ зх. д. / 38.7° пн. ш. 77.48° зх. д.
Округ Принс-Вільям (англ. Prince William County) — округ (графство) у штаті  Вірджинія, США. Ідентифікатор округу 51153.

## Історія
Округ утворений 1731 року.

## Демографія
За даними перепису 2000 року загальне населення округу становило 280813 осіб, зокрема міського населення було 255061, а сільського — 25752. Серед мешканців округу чоловіків було 140067, а жінок — 140746. В окрузі було 94570 домогосподарств, 72737 родин, які мешкали в 98052 будинках. Середній розмір родини становив 3,32.
Віковий розподіл населення поданий у таблиці:
| Стать    | До 15 років | 15-21 | 22-29 | 30-39 | 40-49 | 50-65 | 65-85 | Понад 85 |
| -------- | ----------- | ----- | ----- | ----- | ----- | ----- | ----- | -------- |
| Чоловіки | 36764       | 14283 | 16029 | 25686 | 22726 | 18963 | 5347  | 269      |
| Жінки    | 35286       | 12887 | 15729 | 26840 | 23365 | 18782 | 6999  | 858      |

## Суміжні округи
- Лаудун — північ
- Ферфакс — північний схід
- Чарлз, Меріленд — південний схід
- Стаффорд — південь
- Фокір — захід
- Манассас — анклав
- Манассас-Парк — анклав

## Виноски
1. ↑  U.S. Decennial Census. United States Census Bureau. Архів оригіналу за 12 травня 2015. Процитовано 2 січня 2014.
2. ↑  Historical Census Browser. University of Virginia Library. Архів оригіналу за 11 серпня 2012. Процитовано 2 січня 2014.
3. ↑  Population of Counties by Decennial Census: 1900 to 1990. United States Census Bureau. Архів оригіналу за 15 грудня 2013. Процитовано 2 січня 2014.
4. ↑  Census 2000 PHC-T-4. Ranking Tables for Counties: 1990 and 2000 (PDF). United States Census Bureau. Архів оригіналу (PDF) за 18 грудня 2014. Процитовано 2 січня 2014.
5. ↑  American FactFinder. Бюро перепису населення США. Архів оригіналу за 26 лютого 2012. Процитовано 31 січня 2008.

| США | Це незавершена стаття з географії США. Ви можете допомогти проєкту, виправивши або дописавши її. |